# Libníc
Libníc är en ort i Tjeckien.   Den ligger i regionen Södra Böhmen, i den centrala delen av landet, 120 km söder om huvudstaden Prag. Libníc ligger 463 meter över havet och antalet invånare är 382.
Terrängen runt Libníc är lite kuperad, och sluttar västerut. Runt Libníc är det tätbefolkat, med 343 invånare per kvadratkilometer. Närmaste större samhälle är České Budějovice, 7,1 km sydväst om Libníc. Omgivningarna runt Libníc är en mosaik av jordbruksmark och naturlig växtlighet.